# William Dietz (Politiker)
William Dietz (* 28. Juni 1778 in Schoharie, New York; † 24. August 1848 ebenda) war ein US-amerikanischer Politiker. Zwischen 1825 und 1827 vertrat er den Bundesstaat New York im US-Repräsentantenhaus.

## Werdegang
William Dietz wurde während des Unabhängigkeitskrieges in Schoharie geboren und wuchs dort auf. In dieser Zeit besuchte er Bezirksschulen. Danach war er in der Landwirtschaft tätig. Er arbeitete in den Jahren 1804 und 1805 als Stadtschreiber (town clerk). 1812 war er Town Supervisor von Schoharie. Er saß in den Jahren 1814, 1815 und 1823 in der New York State Assembly. Politisch gehörte er der Jacksonian-Fraktion an.
Bei den Kongresswahlen des Jahres 1824 für den 19. Kongress wurde Dietz im zwölften Wahlbezirk von New York in das US-Repräsentantenhaus in Washington, D.C. gewählt, wo er nach dem 4. März 1825 die Nachfolge von Lewis Eaton antrat. Er schied nach dem 3. März 1827 aus dem Kongress aus.
Zwischen 1830 und 1833 saß er im Senat von New York. Bei der Präsidentschaftswahl des Jahres 1832 trat er als Wahlmann (presidential elector) für die Demokratische Partei an. Andrew Jackson und Martin Van Buren gingen damals als Sieger aus dem Rennen. Danach war er wieder in der Landwirtschaft tätig. Dietz hielt in den Jahren 1834 und 1835 den Posten als Superintendent of the Poor im Schoharie County. Er war Colonel in der Miliz von New York. Am 24. August 1848 verstarb er in Schoharie und wurde dann auf dem St. Paul’s Lutheran Cemetery beigesetzt.